# أزل (تكساس)
أزل (بالإنجليزية: Azle)‏ هي مدينة أمريكية تقع في ولاية تكساس.تبلغ مساحة هذه المدينة 22.9 (كم²)،ويبلغ عدد سكانها 10947 نسمة حسب إحصاء سنة 2010 م.

## أعلام
- جون تي ووكر
- أندرو غرير